# آب‌انبار خربر
آب‌انبار خربر نام آب‌انباری (برکه‌ای) تاریخی است در شهر قشم واقع در بخش شهاب از توابع شهرستان قشم و از نقاط دیدنی استان هرمزگان در جنوب ایران است.
آب‌انبار خربر (قشم)، این آب‌انبار در کنار شهر باستانی «خربر» و در جنوب غربی جزیره قشم، حد فاصل بین شهر و یک نیایشگاه مهری، یک مخزن بزرگ آب مربوط به دوره ساسانیان وجود دارد. این برکه تاریخی مدت‌ها مخروبه ومتروکه بود ولی در سال‌های اخیر به نحو بسیار مطلوبی بازسازی شده‌است.